# 约布巴吉
约布巴吉，是匈牙利诺格拉德州所辖的一个村。总面积17.83平方公里，总人口2273，人口密度127.5人/平方公里（2011年1月1日）。